# Edward Francis Blewitt
Edward Francis Blewitt (2 janvier 1859 - 26 mai 1926) est un ingénieur civil, homme d'affaires et homme politique américain qui est membre démocrate du Sénat de l'État de Pennsylvanie pour le 22e district de 1907 à 1910. Il est l'arrière-grand-père maternel de Joe Biden, le 46e président des États-Unis,.

## Jeunesse et éducation
Blewitt est né à La Nouvelle-Orléans, en Louisiane, de Patrick et Catherine (née Scanlon) Blewitt, émigrants de Ballina, dans le comté de Mayo, en Irlande,. Blewitt fréquente la Lafayette College, y est président de classe, et obtient un baccalauréat ès sciences en génie civil en 1879.

## Carrière
Blewitt travaille comme ingénieur dans les opérations minières de Lehigh Valley, en Pennsylvanie. Il travaille comme ingénieur municipal de Scranton, en Pennsylvanie, et comme ingénieur en chef du système d'égouts et d'eau de Guadalajara, au Mexique de 1883 à 1893. En 1883, il est élu pour un mandat de contrôleur scolaire de Scranton se terminant en 1884. Il travaille comme ingénieur d'État de l'État de Jalisco, au Mexique de 1900 à 1901,.
En 1906, Blewitt est élu membre du Sénat de Pennsylvanie pour le 22e district de 1907 à 1910. Blewitt est le premier Catholique irlandais à siéger à l'Assemblée générale de Pennsylvanie,.
En 1903, il fonde la Edward F. Gold Mining Company, une exploitation minière d'argent et d'or dans le Montana.
Blewitt est le cofondateur des Friendly Sons of St. Patrick à Scranton en 1908 et est membre de l'Ordre bienveillant et protecteur des Elks.

## Vie privée
Il épouse Mary Ellen Stanton en 1879. Ils ont quatre enfants : Gertrude, Patrick, Arthur et Géraldine. Par l'intermédiaire de sa fille Geraldine, Blewitt est l'arrière-grand-père maternel de Joe Biden, le 46e président des États-Unis. Par l'intermédiaire de son fils Patrick, il est le grand-père du rédacteur en chef de Ghostbusters, David Blewitt. Sa femme est décédée en 1887 et en 1891, Blewitt se remarie avec Mary Ann Blackwell.
Blewitt est décédé le 26 mai 1926.